# Heizbad

Das Heizbad [14] als Teil einer Destillationsapparatur. Die Wärmezufuhr erfolgt über die Heizplatte [1] von unten. Die Wärmeenergie wird über das Heizbad (meist ein Ölbad) auf den Inhalt [15] des Destillationskolbens [2] übertragen.

Ein Heizbad verwendet man im Labor, um eine chemische Reaktion bei erhöhter Temperatur ablaufen zu lassen. Daneben werden in der sogenannten Molekularküche Heizbäder als innovatives Gerät zur Speisenzubereitung eingesetzt.
Das Heizbad ist eine Flüssigkeit, die sich in einem offenen (Metall-)Topf oder Kristallisierschale befindet. Als Flüssigkeit kommen vor allem Wasser, Polyethylenglykol, Öl oder spezielle niedrig schmelzende Metalllegierungen wie Roses Metall zur Verwendung. Ein Wasserbad wird bei Temperaturen bis 100 °C benutzt. Ein Glycolbad wird zwischen 100 °C und 200 °C eingesetzt. Ein Ölbad wird ebenfalls bei Temperaturen über 100 °C verwendet. Hierbei besteht jedoch die Gefahr der Selbstentzündung, sobald das Öl entsprechend hohe Temperaturen erreicht. In diesem Fall kommt normalerweise ein Metallbad oder Sandbad zum Einsatz.
Das Heizbad wird auf einer Heizplatte zumeist mit einem Magnetrührer erwärmt. In das Heizbad wird das Reaktionsgefäß (Rundkolben, Erlenmeyerkolben, Becherglas) oder ein Destillationskolben eingetaucht. Zur Kontrolle der Temperatur der Wärmeübertragungsflüssigkeit kann ein Thermometer in die Flüssigkeit gehalten werden. Bei den heute gebräuchlichen Heizbädern erfolgt die Temperaturregelung über einen automatischen Abgleich zwischen Soll- und Ist-Temperatur mittels eines Kontaktthermometers, ggf. springt die Heizung an.
Es gibt auch Heizbäder ohne flüssiges oder festes Wärmeübertragungsmedium: Luftbäder werden vorwiegend bei der Destillation flüchtiger, also niedrig siedender, Lösungsmittel verwendet. Da Luft ein wenig effektives Wärmeübertragungsmedium ist, können mit Luftbädern nur geringe Wärmemengen übertragen werden. Infrarot-Heizbäder zählen ebenfalls zu den Luftbädern.

## Alternative
Eine Alternative zu Heizbädern stellen Heizhauben dar. Hierbei besteht der Vorteil, dass der Wärmeverlust außerhalb des Rundkolbens nur gering ist. In den neueren Heizhauben ist oft ein Magnetrührer installiert, sodass das Destillationsgut während des Erhitzens gerührt werden kann. Bei älteren Geräten ist hingegen der Einsatz eines KPG-Rührers oder anderer Maßnahmen (bspw. Siedesteinchen) erforderlich, um einen Siedeverzug zu verhindern.